# Ultraverse Prime
Ultraverse Prime est un vidéo d'action édité par Sony Imagesoft en 1994 sur Mega-CD.

## À noter
Ultraverse Prime a également été commercialisé en offre groupée avec Microcosm.